# 吉川仁士
吉川 仁士（よしかわ ひとし、1978年5月2日 - ）は、三重県津市出身の監督。現在ロサンゼルス在住で映画製作を始めとして、コマーシャル、ミュージックビデオの監督・脚本を手掛けている。

## 来歴
幼少期〜大学卒業
幼い頃より映画やテレビ制作などに興味を持つも、その後エンジニアを目指し名古屋工業大学に進学する。しかし、同大在学中に映画製作への思いが再燃。卒業後、映画製作者になるという夢を追いかけ渡米。
渡米〜コロンビア・カレッジ・ハリウッド卒業
名古屋工業大学を経て、映画『きみがぼくを見つけた日』を監督したロベルト・シュヴェンケを輩出したコロンビア・カレッジ・ハリウッド(CCH: Columbia College Hollywood, 現 California College of ASU [英語版] ）の監督学科に編入した。理論だけではない実践を重んじる同大学にて映画制作について学び、監督、プロデューサーとして短編映画を製作した。2006年には同大学のJoe　Doughrity監督作品である『Akira's Hip Hop Shop』に共同プロデューサーとして企画段階から参加。同映画はDGA(全米監督協会)から第13回DGA最優秀作品賞に選ばれる。。2010年に監督・脚本を担当したAnne Jenningsにて、日米合わせ、15以上の賞を受賞する。
現在
大学卒業後は、ロサンゼルスを拠点とする映像制作会社を設立。映画、コマーシャル、ミュージックビデオ、テレビ番組の製作、コーディネート等を行う。

## 作品

### 映画
- 『Akira's Hip Hop Shop』（2007）共同プロデューサー
- 『Tabasco』 (2007）脚本・監督・プロデューサー
- 『The Poinsettia 』（2009）脚本・監督
- 『Anne Jennings』(2010）脚本・監督[3][4][5]
- 長編映画『チェイン』(2012）プロデューサー[6][7][8]

- 『昨日の明日－オーディナリーライフ』（2012）脚本・プロデューサー
- 長編映画「 Slit Mouth Woman」（2013）プロデューサー
- 『栃木県観光PRショートフィルムーとちぎの国の招待状』（2015）監督
- 『Wonder Women』（2016）コーディネーター

### ドキュメンタリー
- 『食事制限とアンチエイジング』(2011）監督
- 『不妊治療クリニックの紹介』(2011）監督

### ミュージックビデオ
- 『Room Blue』（2009）第一助監督

## 受賞歴
- 2007年
  - 『Akira's Hip Hop Shop』（2007）
    - 第13回DGA映画祭 最優秀監督賞（プロデューサーとして参加）
    - The Con-Can Movie Festival 優秀賞

- 2010年
  - 『Anne Jennings』
    - 長岡アジア映画祭 監督賞
    - 小津安二郎記念蓼科高原映画祭・短編映画コンクール 準グランプリ
    - Los Angeles Movie Awards 最優秀作品賞・最優秀監督賞・最優秀主演女優賞・最優秀脚本賞・最優秀コスチューム賞・最優秀音楽賞
    - Alaska International Film Festival Kodiak（アラスカ国際映画祭 コディアックアワード（作品賞））
    - Los Angeles Reel Film Festival （ロスアンゼルスリールフィルムフェスティバル）最優秀外国語映画賞・最優秀主演女優賞・最優秀脚本賞・最優秀コスチュームデザイン賞
    - カリフォルニア映画祭 銀賞・最優秀主演女優賞
    - NYC’s Film Festival　NYC's映画祭 作品賞
    - Directors Circle Festival of Shorts 優秀賞
    - Santa Fe Independent Film Festival  優秀賞
    - Ventura Film Festival 　　　　　　　優秀賞

- 2013年
  - 『昨日の明日－Ordinary Life』
    - Short Shorts Film Festival 優秀賞[9]
    - Accra環境映画祭 優秀賞[10]
    - ワシントンDC環境映画祭 Eric Moe Award ファイナリスト[11]
    - ベイエリア国際子供映画祭 優秀賞[12]
- 2015年
  - 「 Slit Mouth Woman」[13]
    - ゆうばり国際ファンタスティック映画祭 フォアキャスト上映[14]
    - ロンドンデジタル映画祭2015　最優秀長編映画賞
    - 香港世界国際映画祭2016　オフィシャルセレクション
    - アムステルダム世界国際映画祭2016　オフィシャルセレクション
- 2017年
  - 『Wonder Women』
    - 第４４回デイタイム・エミー賞受賞  旅・冒険プログラム部門[15][16]